# Eualus macropthalmus
Eualus macropthalmus är en kräftdjursart som först beskrevs av M. J. Rathbun 1902.  Eualus macropthalmus ingår i släktet Eualus och familjen Hippolytidae. Inga underarter finns listade i Catalogue of Life.